# Traugott Bredow (Jurist, 1859)
Traugott Bredow, vollständiger Name Friedrich Wilhelm Victor Traugott Bredow, (* 1. Juni 1859 in Köslin; † 8. November 1928 in Berlin) war ein deutscher Ministerialbeamter.

## Leben
Bredow wurde am 1. Juni 1859 als Sohn des Kreisbaumeisters Traugott Emil Anton Bredow (1823–1884) und dessen Ehefrau Mathilde, geborene Jaenicke, in Köslin geboren. Bredow studierte ab an der Schlesischen Friedrich-Wilhelms-Universität Rechtswissenschaft. Seit dem 3. November 1878 Fuchs im Corps Marcomannia Breslau, wurde er am 17. Juli 1879 recipiert. Nach dem Ersten Examen trat er 1883 in die innere Verwaltung Preußens. Bei der Regierung in Stettin tat er sich in der Sanierung einer Hypothekenbank hervor. 1898 an das Ministerium der öffentlichen Arbeiten berufen, wurde er nach wenigen Monaten zum Geh. Regierungsrat und Vortragenden Rat ernannt. Er saß unter anderem in der Kommission zur Beaufsichtigung der Königlichen Versuchsanstalt für Wasserbau und Schiffbau. Bei seinem Interesse an Technik kam er mit dem aufkommenden Flugwesen in Berührung. Bald bearbeitete er im Ministerium damit zusammenhängende Fragen. Nach dem Ersten Weltkrieg wurde er in das neue Preußische Ministerium für Volkswohlfahrt übernommen. 1921 wechselte er in den Reichsdienst. Als Ministerialdirektor übernahm er im Reichsministerium des Innern die Leitung des Reichsluftamtes. Hier kam ihm eine Schlüsselfunktion in der Entwicklung der zivilen Luftfahrt zu. Die Einschränkungen durch den Friedensvertrag von Versailles und die Aufsicht durch die Siegermächte erschwerten die geheimen Pläne der Reichswehr, die Grundlagen einer neuen deutschen Fliegerwaffe zu schaffen. Als die Selbständigkeit seines Ressorts der Sparpolitik im Gefolge der Währungsreform zum Opfer fiel, trat Bredow 1924 in den vorzeitigen Ruhestand. Seine Söhne wurden ebenfalls Marcomannen. Der jüngere, Paul Bredow (* 1891), wurde in der Schlacht bei Gorlice-Tarnów verwundet und starb am 12. Mai 1915 im Reserve-Lazarett Brieg. Der ältere, Traugott Bredow (Jurist, 1889), wurde Regierungspräsident in Hildesheim.

## Ehrungen
- Charakterisierung als Wirkl. Geh. Oberregierungsrat (1913)
- Roter Adlerorden II. Klasse mit Eichenlaub